# 伯明翰中央圖書館
伯明翰中央圖書館（英語：Birmingham Central Library）位於英格蘭伯明翰，1974年至2013年間是當地最主要的公共圖書館，也曾經是歐洲最大規模的非國立圖書館。中央圖書館已於2013年6月29日閉館，並由伯明翰圖書館取代，原建築物已納入由銀色集團（Argent Group）主持的天堂圓廣重建計劃，預計於2014年清拆。

## 历史
中央圖書館由建築師約翰·馬丁（John Madin）設計，屬粗野主義建築。當年伯明翰市議會計劃為新落成的內環道路旁邊打造一個全新的公民廣場，圖書館即為公民廣場的其中一個部份。不過，由於經濟和經費問題，項目最終沒有完全按照原來的總綱圖落成，而建築用料的素質也被相應調低。中央圖書館在1974年落成啟用以前，原址旁邊曾先後興建過兩代圖書館，第一代圖書館於1865年啟用，該館在1879年燬於祝融（火灾）後，第二代圖書館由約翰·亨利·張伯倫（John Henry Chamberlain）設計下於1882年在原址重建啟用，到1974年中央圖書館落成後拆卸，館內巍峨的圓頂形大閱讀室，是該館的主要特色之一。
雖然公民廣場的構思沒有完全實現，但憑藉其荒涼的混凝土外牆、分明的幾何設計、倒置的寶塔式外形和宏大的規模，中央圖書館仍被視為英國粗野主義建築的代表，備受建築學界的青睞。該館的建築風格在當時也被視為社會進步主義的象徵。有見及此，英格蘭遺產協會曾經兩度申請把中央圖書館列為表列古蹟，但不成功。相反，在伯明翰市議會堅持下，中央圖書館被規定在2016年之前都不能被列作表列古蹟，使圖書館難逃被清拆的命運。
在2010年至2011年度，中央圖書館一共錄得1,197,350名訪客人次，是全國第二多人到訪的圖書館。

## 延伸閱讀
- Joe Holyoak. . Birmingham: Victorian Society, Birmingham Group. 1989. ISBN 0-901657-14-X.
- Stuart Davies. . Birmingham: Birmingham Museums and Art Gallery. 1985. ISBN 0-7093-0131-6.
- Rachel E. Waterhouse. . Birmingham: Council of the Birmingham and Midland Institute. 1954.
- "Paradise Circus; Architects: John Madin Design Group, Birmingham Metropolitan District Council: Architects Department", in: Architects' Journal; vol. 9, no. 2, 1974 June, p. 8-20.
- "Birmingham Central Library; Architects: John Madin Design Group", in: Architects' Journal; vol. 159, no. 21, 22 May 1974, p. 1137-1157.
- "Birmingham Central Libraries; Architects: John Madin Design Group", in: Interior Design; 1974 May, p. 292-295.

## 外部連結
- 伯明翰市議會介紹頁（页面存档备份，存于）
- 伯明翰中央圖書館興建過程圖輯（页面存档备份，存于）